# CHKDSK

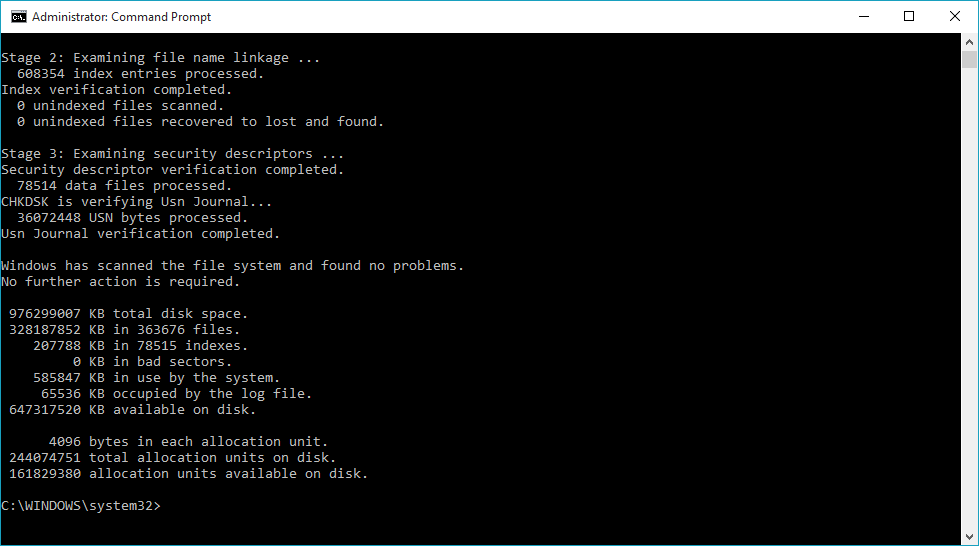
CHKDSK w Windows 10

CHKDSK – program firmy Microsoft dostępny w systemach operacyjnych DOS OS/2 i Microsoft Windows, weryfikujący logiczną spójność systemu plików na twardym dysku lub dyskietki. Działanie chkdsk jest analogiczne do działania polecenia fsck w Uniksie.
We wszystkich współczesnych systemach Microsoft Windows, CHKDSK ponadto jest w stanie znaleźć uszkodzone sektory. W starszych systemach robił to Microsoft ScanDisk.
Poza sprawdzeniem, CHKDSK umie również poprawiać różne błędy związane z systemem plików. W przypadku konieczności poprawienia błędów na dysku systemowym, CHKDSK uruchamiany jest po restarcie komputera, przed startem środowiska graficznego.
CHKDSK może być uruchamiany z Windows Shell, Windows Command Prompt lub Windows Recovery Console.